# LaVerne Jones-Ferrette
LaVerne Janet Jones-Ferrette (Frederiksted, 16 settembre 1981) è una velocista americo-verginiana.

## Biografia
Cresciuta sull'isola di Saint Croix, si è mossa da adolescente negli Stati Uniti grazie ad una borsa di studio in atletica leggera, che successivamente l'ha portata all'Università dell'Oklahoma per i campionati NCAA Internazionalmente gareggia per le Isole Vergini Americane, con cui ha debuttato tra i seniores nel 2003.
Nel 2004 è stata portabandiera della delegazione nazionale alla sua prima edizione dei Giochi olimpici ad Atene 2004.. Successivamente ha partecipato ancora a Pechino 2008, Londra 2012 e Rio de Janeiro 2016.
Ha inoltre partecipato a numerose edizioni dei Mondiali, vincendo una medaglia d'argento ai Mondiali indoor del Qatar nel 2010. Nello stesso anno ha annunciato di aspettare un bambino, mentre a dicembre viene reso noto che è stata squalificata dalle manifestazioni per 3 mesi per un eccesso di sostanze non consentite e le è stata revocata la medaglia mondiale conquistata, anche se l'alterazione poteve essere stata causata dai farmaci per migliorare la propria fertilità.

## Palmarès
| Anno | Manifestazione              | Sede           | Evento      | Risultato        | Prestazione | Note |
| ---- | --------------------------- | -------------- | ----------- | ---------------- | ----------- | ---- |
| 2000 | Campionati CAC juniores U20 | San Juan       | 400 m piani | Batteria         | 25"07       |      |
| 2003 | Campionati CAC              | Saint George's | 100 m piani | 8ª               | 11"63       |      |
| 2004 | Giochi olimpici             | Atene          | 100 m piani | Quarti di finale | 11"44       |      |
| 2004 | Giochi olimpici             | Atene          | 200 m piani | Quarti di finale | 23"09       |      |
| 2005 | Campionati CAC              | Nassau         | 100 m piani | 4ª               | 11"45       |      |
| 2005 | Campionati CAC              | Nassau         | 200 m piani | 6ª               | 23"15       |      |
| 2005 | Universiadi                 | Smirne         | 100 m piani | 8ª               | 11"38       |      |
| 2005 | Universiadi                 | Smirne         | 100 m piani | 4ª               | 22"84       |      |
| 2005 | Mondiali                    | Helsinki       | 100 m piani | Semifinale       | 11"92       |      |
| 2005 | Mondiali                    | Helsinki       | 200 m piani | 7ª               | 24"00       |      |
| 2006 | Mondiali indoor             | Mosca          | 60 m piani  | Semifinale       | 7"27        |      |
| 2006 | Giochi CAC                  | Cartagena      | 100 m piani | Argento          | 11"50       |      |
| 2006 | Giochi CAC                  | Cartagena      | 200 m piani | 4ª               | 23"33       |      |
| 2007 | Giochi panamericani         | Rio de Janeiro | 100 m piani | 7ª               | 11"49       |      |
| 2007 | Giochi panamericani         | Rio de Janeiro | 400 m piani | 7ª               | 52"97       |      |
| 2007 | Mondiali                    | Osaka          | 200 m piani | Semifinale       | 23"34       |      |
| 2008 | Mondiali indoor             | Valencia       | 60 m piani  | Semifinale       | 7"24        |      |
| 2008 | Giochi olimpici             | Pechino        | 100 m piani | Quarti di finale | 11"55       |      |
| 2008 | Giochi olimpici             | Pechino        | 200 m piani | Quarti di finale | 23"37       |      |
| 2009 | Mondiali                    | Berlino        | 200 m piani | Semifinale       | 22"74       |      |
| 2010 | Mondiali indoor             | Doha           | 60 m piani  | dq               | –           |      |
| 2011 | Giochi panamericani         | Guadalajara    | 100 m piani | 8ª               | 11"60       |      |
| 2012 | Mondiali indoor             | Istanbul       | 60 m piani  | Semifinale       | dq          |      |
| 2012 | Giochi olimpici             | Londra         | 100 m piani | Semifinale       | 11"22       |      |
| 2012 | Giochi olimpici             | Londra         | 200 m piani | Semifinale       | 22"62       |      |
| 2014 | Mondiali indoor             | Sopot          | 60 m piani  | Batteria         | 7"39        |      |
| 2014 | Giochi CAC                  | Veracruz       | 100 m piani | Bronzo           | 11"54       |      |
| 2015 | Giochi panamericani         | Toronto        | 100 m piani | Semifinale       | 11"33       |      |
| 2015 | Campionati NACAC            | San José       | 100 m piani | 7ª               | 11"53       |      |
| 2015 | Campionati NACAC            | San José       | 200 m piani | 8ª               | 23"51       |      |
| 2015 | Mondiali                    | Pechino        | 200 m piani | Batteria         | 23"83       |      |
| 2016 | Giochi olimpici             | Rio de Janeiro | 200 m piani | Batteria         | 23"35       |      |
| 2018 | Giochi CAC                  | Barranquilla   | 100 m piani | Semifinale       | 11"69       |      |
| 2018 | Giochi CAC                  | Barranquilla   | 200 m piani | 8ª               | 24"29       |      |
| 2018 | Campionati NACAC            | Toronto        | 100 m piani | Batteria         | 11"76       |      |
| 2018 | Campionati NACAC            | Toronto        | 200 m piani | Batteria         | 24"36       |      |